# Divertido siglo
Divertido siglo fue un programa musical de televisión, emitido por TVE en la temporada 1973-1973, con la realización de Fernando García de la Vega. Fue el primer programa de TVE que se grabó en vídeo en color probando el sistema alemán PAL.

## Formato
Bajo el hilo conductor del presentador, Alfonso del Real, el programa hacía un repaso, en tono humorístico, de lo que fue la actualidad musical en España durante el primer cuarto de siglo XX, con sus géneros más representativos: la Zarzuela y el cuplé. Contaba para ello con la actuación de un grupo de actores que representaban escenas de lo que podría haber sido la cotidianeidad en un día cualquiera entre 1900 y 1925, periodo que cubre el espacio. Cada semana se dedicaba el programa a un año distinto. Se grabó en los estudios Moro en la Avenida América de Madrid.

## Reparto
- Serafín García Vázquez ... Don Teodoro
- Mimí Muñoz ... Flora
- Josefina Calatayud ... Doña Virtudes
- Alfonso Gallardo ... Javier
- Clara Benayas ... Violeta
- Manolo Codeso ... Domínguez
- Fernanda Hurtado ... Clara
- Teresa Hurtado ... Bella